# Ranger Suárez
Ranger José Suárez  (Pie de Cuesta, Lara - 26 de agosto de 1995) es un lanzador de béisbol profesional venezolano de los Filis de Filadelfia de la Major League Baseball.
Los Filis firmaron a Suárez como agente libre internacional en 2012. Su primera temporada en la Liga Venezolana de Verano (VSL) se vio truncada por una suspensión por drogas, pero volvió a lanzar en ese campeonato por dos temporadas más. 
En 2014, después de conceder solo una base por bolas durante toda la temporada, comenzó a atraer la atención de la organización de los Filis y fue trasladado a la Liga de Novatos al año siguiente. Las acciones de Suárez continuaron aumentando en 2016 cuando lanzó un juego sin hits con los Williamsport Crosscutters. En 2017 y 2018, continuó ascendiendo pasando tiempo en doble A y triple A como lanzador abridor con una alta cantidad de ponches.
Suárez debutó en las Grandes Ligas en 2018 cuando los Filis necesitaban un lanzador abridor adicional. Regresó a Triple-A al comienzo de la temporada 2019, pero a fines de junio era un pilar dentro de los Filis. 
Fue utilizado como relevista la mayoría de las apariciones esa temporada, pero estaba en la competencia por un cupo en la rotación abridora en 2020. Finalmente se perdió la mayor parte de la temporada acortada después de contraer COVID-19.
Regresó al equipo en 2021 como relevista largo, lanzando una serie de entradas intermedias exitosas en una plantilla con problemas de profundidad, antes de unirse a la rotación titular en la fecha límite de cambios. Fue tercer abridor durante la temporada de los Filis de 2022 y un factor clave para que el equipo ganara el banderín de la Liga Nacional.

## Primeros años de vida
Suárez nació el 26 de agosto de 1995 en la población larense Pie de Cuesta, Venezuela. Su padre, Ricardo, trabajó como agricultor, mientras que Suárez pasó su infancia jugando fútbol y béisbol. En éste, pasó la mayor parte de su tiempo en los jardines, pero comenzó a lanzar a la edad de 15 años. 

## En las menores
Los Filis de Filadelfia lo firmaron como agente libre internacional en 2012 por 25.000 dólares. Tenía 16 años cuando hizo su debut en el béisbol profesional con los Filis de la Liga Venezolana de Verano (VSL), lanzando en 3 juegos como cerrador del equipo. En 5 entradas lanzadas, registró 4 ponches y dos salvamentos. La temporada terminó en julio después de que se le encontró en violación del programa de drogas de las Ligas Menores de Béisbol. Suárez y su compañero lanzador Daniel Cordero dieron positivo por el esteroide anabólico estanozolol y ambos fueron suspendidos por 50 juegos.
Regresó a la VSL al año siguiente, registrando un efectividad de 3.18 con 8 carreras permitidas y 13 ponches en 17 entradas.Comenzó a llamar la atención dentro de la organización de los Filis en 2014, cuando concedió sólo una base por bolas en 80 2⁄3 entradas para los VSL Phillies. Logró un récord de 5-4 en victorias y derrotas esa temporada, con efectividad de 1.56 y 78 ponches, mientras lideraba la VSL en ambas entradas lanzadas (80 2⁄3 ) y ponches (78).
Para 2015, había sido asignado a la Liga de Novatos GCL Phillies . Lanzó 6 juegos esa campaña en la Liga de la Costa del Golfo, pues una distensión en el codo izquierdo acortó su temporada. En las 27 2⁄3 entradas que lanzó, Suárez registró un récord de 3-0 y una efectividad de 0.65 con 20 ponches y solo 4 bases por bolas.
Al año siguiente, fue asignado a los Crosscutters Williamsport clase A de la New York-Penn League. El 26 de julio, en el primer juego de una doble cartelera contra los Auburn Doubledays, Suárez lanzó un juego sin hits en 7 entradas y llevó a Williamsport a una victoria por 4-0.  Por la hazaña, fue nombrado Lanzador de la Semana de la Liga Menor de los Filis y Lanzador de la Semana de la NYPL durante la semana que abarca del 25 al 31 de julio. Terminó la zafra con récord de 6-4 y efectividad de 2.81, ponchando a 53 bateadores en 73 2⁄3 entradas. Ese septiembre, fue honrado con el Premio Rankin Johnson al Lanzador del Año, otorgado al mejor lanzador de la temporada de los Crosscutters según lo decidido por sus compañeros y entrenadores. 
Inició la 2017 con los Lakewood BlueClaws Clase A. Tuvo un buen comienzo de año, permitiendo sólo 2 carreras en sus primeras 4 aperturas y alcanzando una racha de 24 entradas en blanco. Por sus esfuerzos, los Filis nombraron a Suárez como Lanzador del Mes de Ligas Menores de abril de 2017. 
El 27 de junio, llevó un juego perfecto hasta la octava entrada antes de permitir un hit a Jarett Rindfleisch de los Greensboro Grasshoppers. Fue incluido en el equipo All-Star de la Liga del Atlántico Sur, pero Jordan Jess lo reemplazó en la lista. Esto se debió a que antes del partido, el 4 de julio, Suárez fue ascendido a Clase A-Advanced Clearwater Threshers. Se unió a una rotación de los mejores lanzadores prospectos que también incluía a JoJo Romero, Sixto Sánchez y Franklyn Kilome. Entre ambos equipos de ligas menores, Suárez registró un récord de 8-6 en 2017, con efectividad de 2.27 y 128 ponches en 122 2⁄3 entradas. Al final de la temporada, los Filis agregaron a Suárez y otros tres lanzadores al roster de 40, para protegerlos del draft de la Regla 5. 
En 2018, Suárez fue asignado a Double-A Reading Fightin Phils como parte de una rotación titular que también incluía a Romero, Kilome y Seranthony Dominguez.Fue nombrado Lanzador de la Semana de la Liga del Este dos veces con Reading, una en abril y otra en junio. A finales de junio, fue ascendido a Triple-A Lehigh Valley IronPigs, donde, tras un primer comienzo difícil, acumuló 65 ponches en 14 juegos.Entre Reading y Lehigh, registró un récord de 6-3 en 2018, con efectividad de 2.75 y 85 abanicados en 21 juegos y 124 1⁄3 innings. 

### Filis de Filadelfia

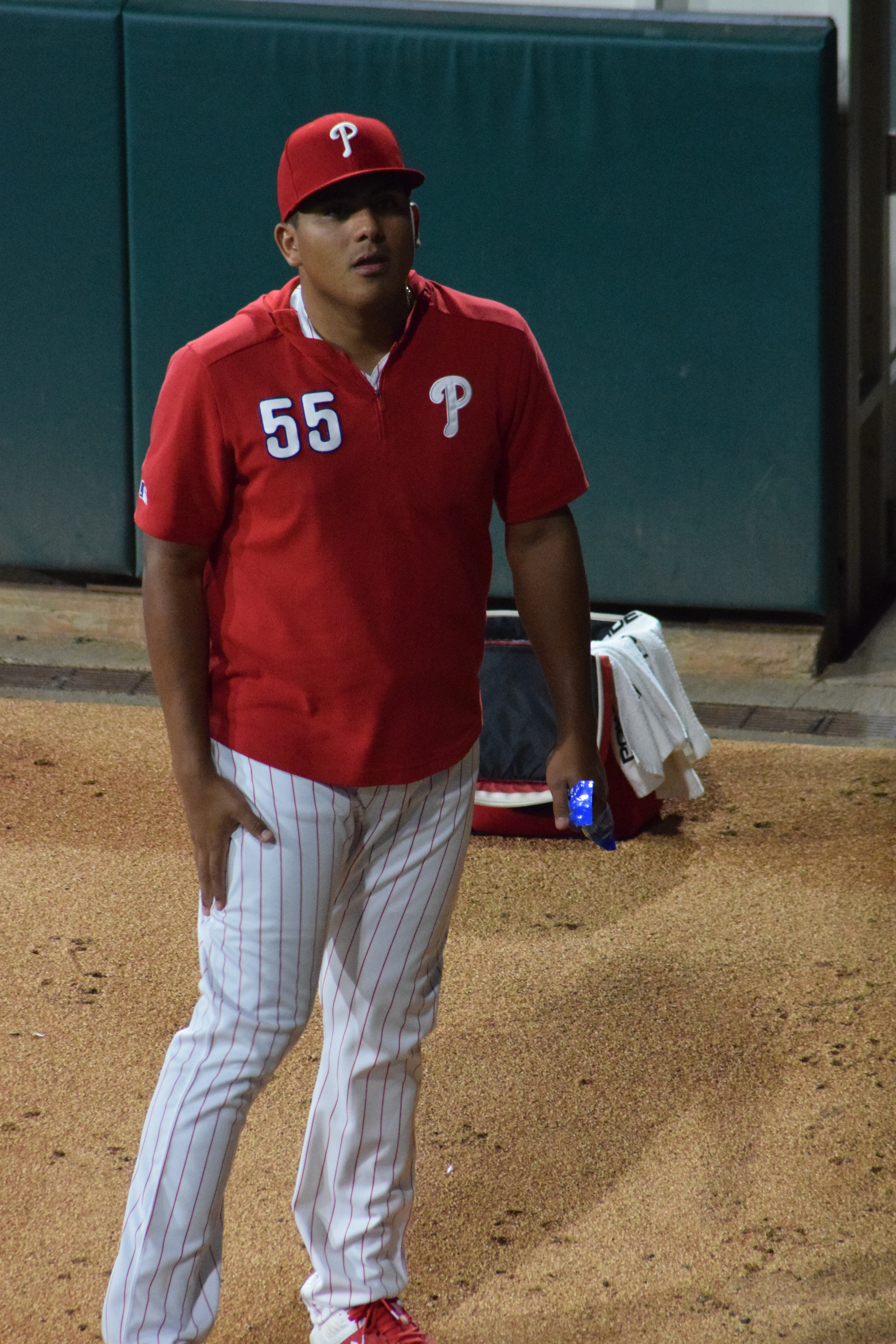
Ranger Suárez en 2019

Después de que un retraso por lluvia obligó a una doble cartelera contra los Padres de San Diego, los Filis necesitaban un hombre extra en su rotación inicial y Suárez fue llamado a las ligas mayores el 24 de julio de 2018  Debutó el 26 de julio, permitiendo 6 hits y 4 carreras en 5 entradas, incluyendo un par de jonrones de 2 carreras de Eugenio Suárez y Tucker Barnhart. Sin embargo, Suárez se llevó la victoria cuando los Filis conectaron 7 jonrones para una victoria por 9–4.Fue el primer abridor zurdo en lanzar para los Filis desde Adam Morgan en 2016.  Suárez jugó cuatro partidos con los Filis en 2018, siendo titular en tres, y registró un récord de 1-1 con efectividad de 5.40 y 11 ponches en 15 entradas. 
Suárez regresó a Lehigh en 2019 como el prospecto número 10 de MLB.com en la organización de los Filis.  Después de dos breves convocatorias a las mayores, recibió un ascenso final a los Filis el 20 de junio. Ese julio, se convirtió en el primer lanzador de los Filis, desde Michael Stutes en 2011, en registrar victorias en tres apariciones consecutivas. A pesar de jugar 82 de sus 94 partidos de ligas menores como abridor, Suárez se convirtió en un elemento básico del bullpen de los Filis como relevista zurdo junto a Morgan y José Álvarez. Hizo 37 apariciones como relevista en 2019, y registró récord de 6-1 y efectividad de 3.14, con 42 ponches en 48 2⁄3 entradas.
En 2020, su trayectoria ascendente se frenó poco antes de la jornada inaugural, cuando dio positivo por el virus COVID-19. Después de pasar cuatro semanas en cuarentena en una habitación de hotel en Clearwater, Florida, Suárez se reincorporó al roster para la parte final de la temporada, que se redujo a 60 partidos debido a los impactos de la pandemia.  Comenzó sus tareas de rehabilitación en Lehigh Valley a finales de agosto antes de ser colocado en un bullpen con las recientes adquisiciones Brandon Workman, Heath Hembree y David Hale. En sólo cuatro entradas con los Filis, Suárez registró una efectividad de 20.25, permitiendo 10 hits y nueve carreras limpias, incluido un jonrón, y solamente un ponche. 
Suárez abrió la campaña 2021 con Lehigh. Regresó a los Filis el 27 de mayo, llamado para relevar a Spencer Howard en la quinta entrada de un juego contra los Marlins de Miami. Se hizo cargo del montículo con las bases llenas y procedió a lanzar tres entradas en blanco en lo que finalmente se convirtió en una victoria de los Filis por 3-2.  La semana siguiente, el 5 de junio, fue llamado nuevamente para relevar a Howard, cuya velocidad de lanzamiento cayó en 6 mph (9,7 km/h) entre la primera y tercera entrada. Después de la victoria por 5-2 sobre los Nacionales de Washington, el manager de los Filis, Joe Girardi, dijo a los periodistas que tenía la intención de combinar a Howard y Suárez en juegos futuros. 
En julio, Héctor Neris fue removido como cerrador de los Filis después de cuatro salvamentos desperdiciados y una efectividad de 8.22 en junio, y José Alvarado perdió la posición cuando dio bases por bolas a 27 bateadores en 31 entradas. Se le pidió a Suárez que cerrara una victoria por 4-2 sobre los Padres de San Diego, el 3 de julio, logrando el primer salvamento de su carrera. Dos semanas después desperdició otra oportunidad de salvamento al permitir un jonrón de dos carreras a Jesús Aguilar en la novena entrada de un juego contra los Marlins de Miami, forzando el juego a extra innings.En la fecha límite de cambios de la MLB, los Filis adquirieron al cerrador Ian Kennedy de los Texas Rangers; Suárez, a su vez, ascendió a la rotación de abridores. 
Lanzó el primer juego completo de su carrera, una blanqueada de 3-0 con 97 lanzamientos y cuatro hits (un Maddux) contra los Piratas de Pittsburgh el 25 de septiembre de 2021.
Participó en 39 partidos en 2021, abrió 12 y terminó 13, y registró un récord de 8-5 con efectividad de 1.36 y 107 ponches en 106 entradas.  Mantuvo a los bateadores zurdos rivales en un promedio de bateo de .109 y un porcentaje de slugging de .129, el más bajo de todos los lanzadores de las Grandes Ligas. 

#### 2022
En 2022 tuvo marca de 10-7 con efectividad de 3.65 en 29 aperturas en 155.1 entradas.  Mantuvo a los bateadores zurdos rivales en un promedio de bateo de .197 y un porcentaje de slugging de .303. 
En el quinto juego de la Serie de Campeonato de la Liga Nacional de 2022, Suárez ayudó a conseguir la victoria de la serie sobre los Padres de San Diego. Suárez ingresó al juego en la parte alta de la novena entrada para reemplazar a David Robertson, quien logró ponchar a su primer bateador y otorgó dos bases por bolas después. El primer lanzamiento de Suárez fue tocado por Trent Grisham, al que Suárez dominó con un rodado al lanzador que, permitió a los corredores avanzar a la segunda y tercera base. Con dos outs, Suárez se enfrentó a Austin Nola, quien conectó un elevado en el primer lanzamiento y fue atrapado por Nick Castellanos, logrando una victoria por 4-3 sobre los Padres.

#### 2023
El 13 de enero de 2023, Suárez acordó un contrato de un año y $2,95 millones con los Filis para la temporada 2023, evitando el arbitraje salarial. 
En la temporada regular de 2023, Suárez tuvo récord de 4-6 con efectividad de 4.18 en 22 aperturas y 125 entradas lanzadas.
En la Serie Divisional de la Liga Nacional de 2023 contra los Bravos de Atlanta, Suárez sería titular en los Juegos 1 y 4, en ambos juegos enfrentándose al lanzador de los Bravos Spencer Strider. En el primer juego, lanzó 3.2 entradas, solo permitió 1 hit y registró 4 ponches. En el cuarto juego, registró una victoria, lanzando 5 entradas y permitiendo sólo 1 carrera limpia en una serie de 3-1 que aseguró la victoria.

#### 2024
Suárez fue nombrado Lanzador del Mes de la Liga Nacional de marzo/abril de 2024. Durante ese período, Suárez ganó sus seis aperturas con un WHIP de 0.63, una efectividad de 1.32 en 41 entradas lanzadas y una blanqueada completa contra los Rockies de Colorado. 

## En Venezuela
En la Liga Venezolana de Béisbol Profesional, Ranger Suárez pertenece a los Cardenales de Lara, equipo con el que no ha debutado.
Fue convocado para la Selección de béisbol de Venezuela que disputó el Clásico Mundial de Béisbol 2023 .No obstante, luego de haber realizado una apertura en los juegos de exhibición, frente a los Houston Astros, presentó molestias en su brazo de lanzar y fue obligado a retornar por los Filis. Su lugar fue ocupado por Endrys Briceño.

## Perfil del lanzador
Suárez pasó la mayor parte de su carrera en el béisbol profesional como lanzador abridor antes de alternar en el bullpen en muchos roles, como relevista largo, setup  y cerrador de los Filis de 2019 a 2021. Sin embargo, a finales de la temporada 2021, los Filis trasladaron a Suárez a la rotación de lanzadores abridores debido a falta de profundidad y lesiones en su rotación. El repertorio de lanzamientos de Suárez varía según cómo se le utiliza: como lanzador abridor, prefiere usar un slider, mientras que, como relevista, utiliza una combinación de sinker y cambio de velocidad. La recta de Suárez promedia 93 mph (149,7 km/h) y contribuye a una alta tasa de ponches. 
En 2024, ha desarrollado el lanzamiento en curva al punto de utilizar como su segundo, luego del sinker.

## Vida personal
Suárez conoció a su esposa, Joseany Cabello, cuando eran niños en Pie de Cuesta, y se casaron durante la temporada baja de la MLB 2023-24. Ellos tienen dos niños. 
Es el primer jugador de la MLB con el nombre "Ranger". Mientras jugaba en las ligas menores, algunos de sus compañeros lo apodaron el "power ranger rojo". 
Tiene dos hermanos llamados Raymer y Rosmer y una hermana llamada Rangerlin. Dijo a los periodistas que es una tradición familiar darle a cada niño un nombre que comience con la letra "R". 